# Publius Aelius Paetus (Konsul 201 v. Chr.)
Publius Aelius Paetus (Cognomen auch Paitus; † 174 v. Chr.) war ein dem plebejischen Geschlecht der Aelier angehörender Politiker der Römischen Republik. Er amtierte 201 v. Chr. als Konsul und 199 v. Chr. als Zensor.

## Leben
Laut den Filiationsangaben der Fasti Capitolini führte der Vater des Publius Aelius Paetus das Pränomen Quintus, sein Großvater hingegen ebenfalls das Pränomen Publius. Er dürfte ein Sohn des 216 v. Chr. in der Schlacht von Cannae gefallenen Pontifex Quintus Aelius Paetus und der ältere Bruder des Konsuls von 198 v. Chr., Sextus Aelius Paetus Catus, gewesen sein.
Seit 208 v. Chr. übte Publius Aelius Paetus das Priesteramt eines Auguren aus. 204 v. Chr. hatte er den Posten eines plebejischen Ädils inne. 203 v. Chr. fungierte er als Praetor urbanus. Im nächsten Jahr 202 v. Chr. war er der Magister equitum des Diktators zur Leitung der Wahlen, Gaius Servilius Geminus.
Den Höhepunkt seines cursus honorum erreichte Publius Aelius Paetus 201 v. Chr. mit der Bekleidung des Konsulates, wobei er Gnaeus Cornelius Lentulus zum Amtskollegen hatte. Er bekam die Provinz Gallia cisalpina zugewiesen, doch gelangen ihm keine wesentlichen Erfolge gegen die aufständischen Boier. Immerhin schloss er einen Vertrag mit dem ligurischen Stamm der Ingauni. Als er wieder nach Rom kam, leitete er die Comitien.
Von 201 bis 200 v. Chr. gehörte Publius Aelius Paetus einer Zehnmännerkommission an, der die Aufgabe oblag, an die Veteranen des Hannibal-Bezwingers Publius Cornelius Scipio Africanus, die in Nordafrika gekämpft hatten, Land in Apulien und Samnium zu verteilen. 199 v. Chr. bildete er mit seinem Bruder Sextus und seinem ehemaligen Konsulatskollegen Gnaeus Cornelius Lentulus das Gremium jener Tresviri, denen die Ansiedlung von Kolonisten in Narnia übertragen wurde. Delegierte aus dieser Kolonie hatten sich nämlich beschwert, dass es nicht genügend Siedler gebe und dass sich bestimmte Leute, die keine Kolonisten seien, als solche ausgäben. Im gleichen Jahr übte Paetus gemeinsam mit Publius Cornelius Scipio Africanus die Zensur aus. Um 195 v. Chr. zählte er zu den zehn Legaten, die den Frieden mit dem Makedonenkönig Philipp V. vorbereiten sollten. 193–192 v. Chr. war er einer der Gesandten an den Seleukidenkönig Antiochos III.
174 v. Chr. starb Publius Aelius Paetus, der auch zu den ältesten bekannten Juristen gehörte, an der Pest. Sein Sohn Quintus Aelius Paetus erreichte 167 v. Chr. das Konsulat.